# Alphestes multiguttatus
Alphestes multiguttatus е вид лъчеперка от семейство Serranidae. Видът е незастрашен от изчезване.

## Разпространение и местообитание
Разпространен е в Еквадор, Колумбия, Коста Рика, Малки далечни острови на САЩ, Мексико, Никарагуа, Панама, Перу, Салвадор и Хондурас.
Среща се на дълбочина от 0,2 до 281,5 m, при температура на водата около 25,9 °C и соленост 33 ‰.

## Описание
На дължина достигат до 30 cm.